# Nightmares in the Nineties
Nightmares in the Nineties – kompilacyjny album duńskiej formacji heavymetalowej King Diamond. Wydany w 2001 roku pod szyldem Massacre Records.

## Lista utworów
1. From the Other Side – 3:49
2. Waiting – 4:27
3. The Exorcist – 4:51
4. Eastmann's Cure – 4:32
5. Just a Shadow – 4:37
6. Cross of Baron Samedi – 4:30
7. Trick or Treat – 5:10
8. One Down Two to Go – 3:46
9. Catacomb – 5:02
10. Six Feet Under – 4:00
11. Lucy Forever – 4:55
12. The Trees Have Eyes – 4:47
13. LOA House – 5:33
14. Peace of Mind – 2:30